# Хютсенрёйтер, Воутер (старший)
Воутер Хютсенрёйтер-старший (в старых русских источниках Гученройтер, нидерл. Wouter Hutschenruyter; 28 декабря 1796, Роттердам — 8 ноября 1878, Роттердам) — нидерландский дирижёр и композитор. Дед Воутера Хютсенрёйтера-младшего.
Сын органиста Виллема Хютсенрёйтера. С девятилетнего возраста играл в военных оркестрах, сперва на треугольнике, потом на барабане, потом на валторне и трубе. Кроме того, учился у Германа Дамена игре на скрипке, а у своего отца — игре на органе. Был органистом в старокатолической роттердамской Парадейскерк, преподавал пение в народной школе. С 1824 года руководил собственной концертной программой («Концерты по четвергам», затем «Концерты по вторникам»); в 1830-е гг. программа Хютсенрёйтера не выдержала конкуренции с аналогичной концертной программой Бартоломеуса Турса, Симона Ганца и Карла Мюленфельдта (в дальнейшем оркестр Eruditio Musica), однако в 1840 году после отъезда Мюленфельдта в Англию Хютсенрёйтер возглавил этот коллектив. С 1865 года на пенсии.
Автор оперы «Король Богемии» (фр. Le roi de Bohème; 1833), многочисленных симфоний и увертюр, церковной музыки. В честь литавриста Саломона де Монши написал концертштюк для восьми литавр.
Дети — Виллем Якоб Хютсенрёйтер (1828—1889), пианист, автор многочисленных фортепианных транскрипций, и Хелена Маргарета Хютсенрёйтер (1832—1859), певица (сопрано).